# Анамбе
Анамбе (Anambé) — почти исчезнувший индейский, который относится к группе тупи-гуарани языковой семьи тупи, на котором говорит народ анамбе, который проживает на реке Кайрари (приток реки Можу) штата Пара в Бразилии. Язык анамбе вытесняется португальским языком, на котором говорит в настоящее время народ анамбе, и считается мёртвым языком. Также он похож аквава (токантинский асурини).